# دق (جغرافیا)

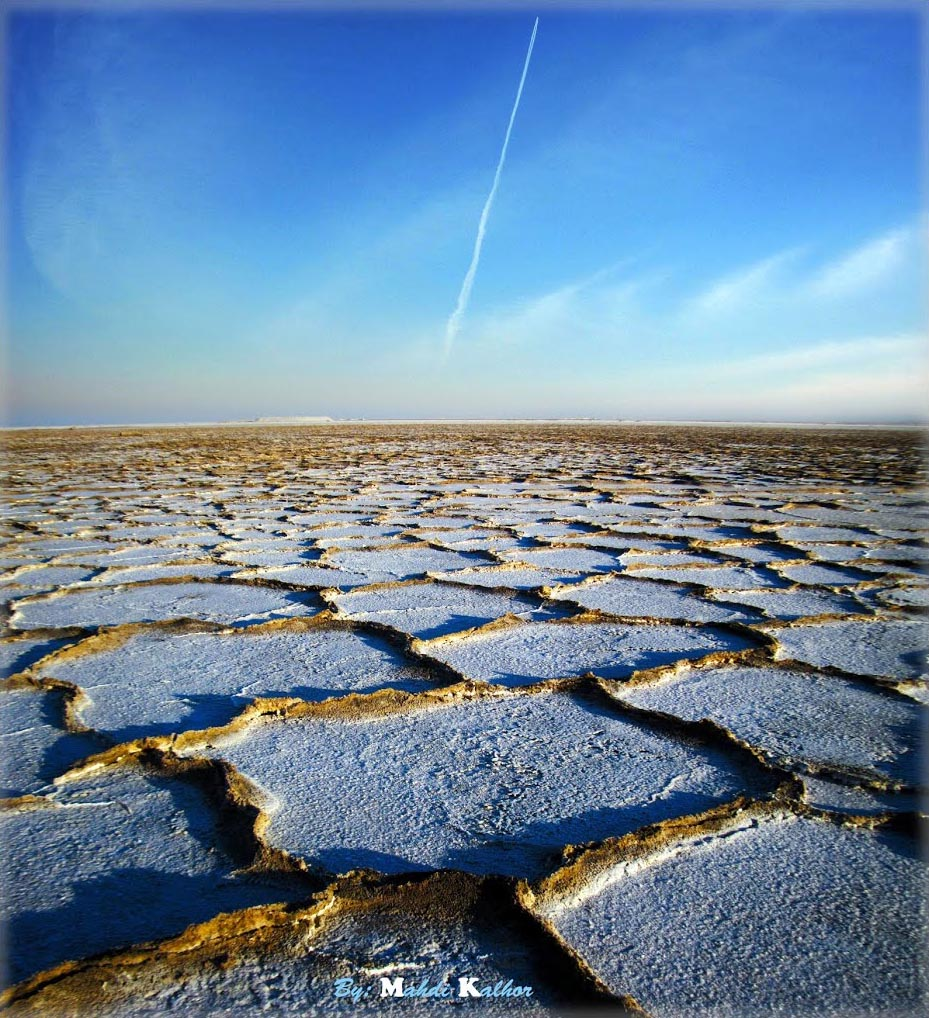
دریاچه نمک، استان قم

دَق یا دَغ، یا دریاچهٔ خشک یا پالایا یا کفه نمکی یکی از اشکال ژئومورفولوژیکی است که در پست‌ترین قسمت حوضه آبریز یا دشت‌های سطحی به وجود می‌آید.
و به زمین‌هایی گفته می‌شود که علف و گیاه در آن نروید و زمینی سخت و کوبیده شده داشته باشد که کنده نشود.
دق مهم‌ترین حوضه رسوبی در محیط تبخیری است. در دق‌ها زهکش مشخصی وجود نداشته و شیب توپوگرافی آن نزدیک به صفر است.
با اینکه در دق سطح آب بالاست ولی به علت اقلیم خشک و ویژگی قلیایی زیاد، پوشش گیاهی بسیار کم بوده یا اصلاً وجود ندارد. دق‌ها در فصل‌های مرطوب پرآب می‌شوند ولی در فصل خشک آب خود را از دست می‌دهند. برخی دق‌ها نیز همیشه خشک هستند.

## دق‌های ایران

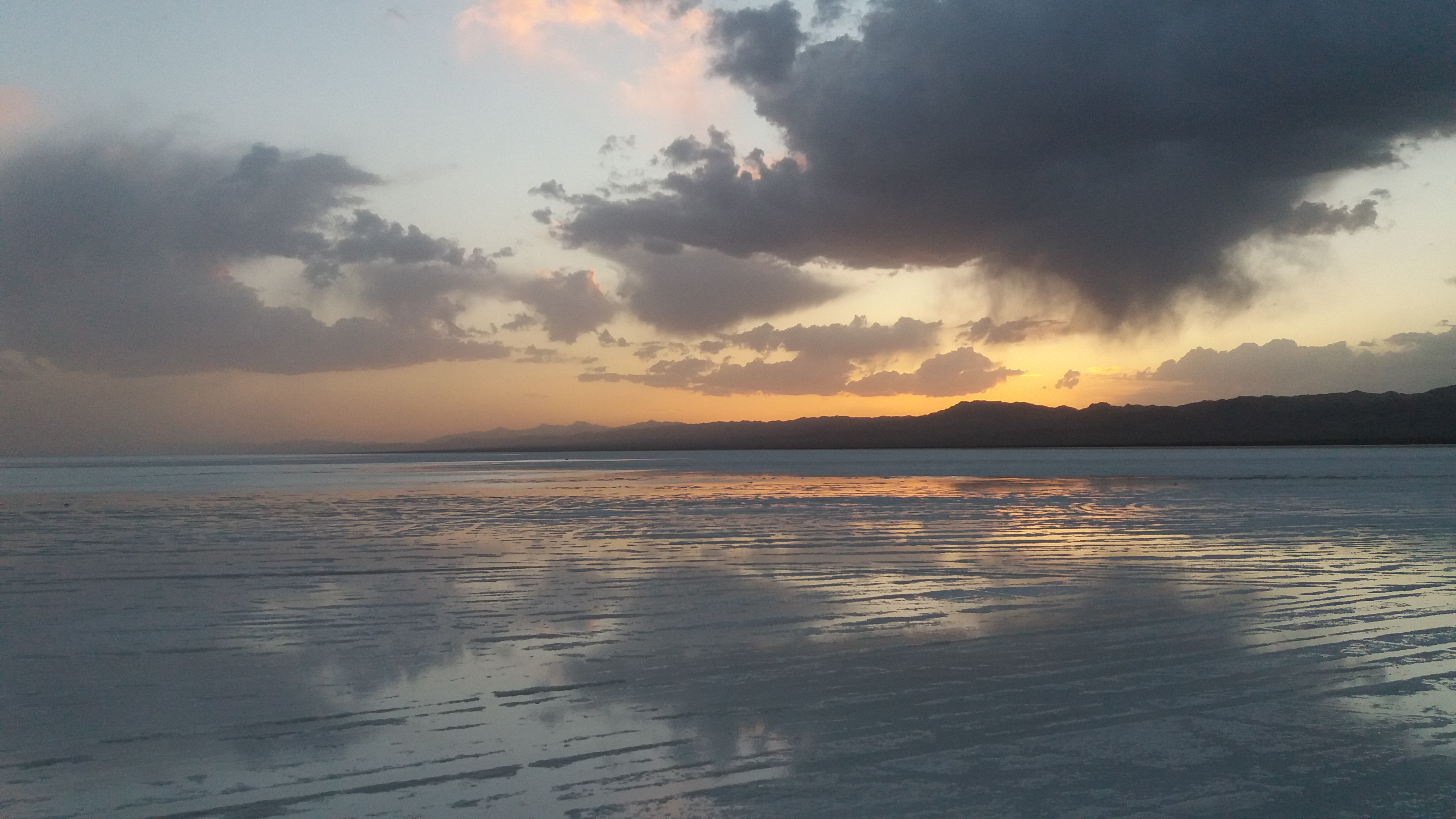
کفه نمکی بردسکن

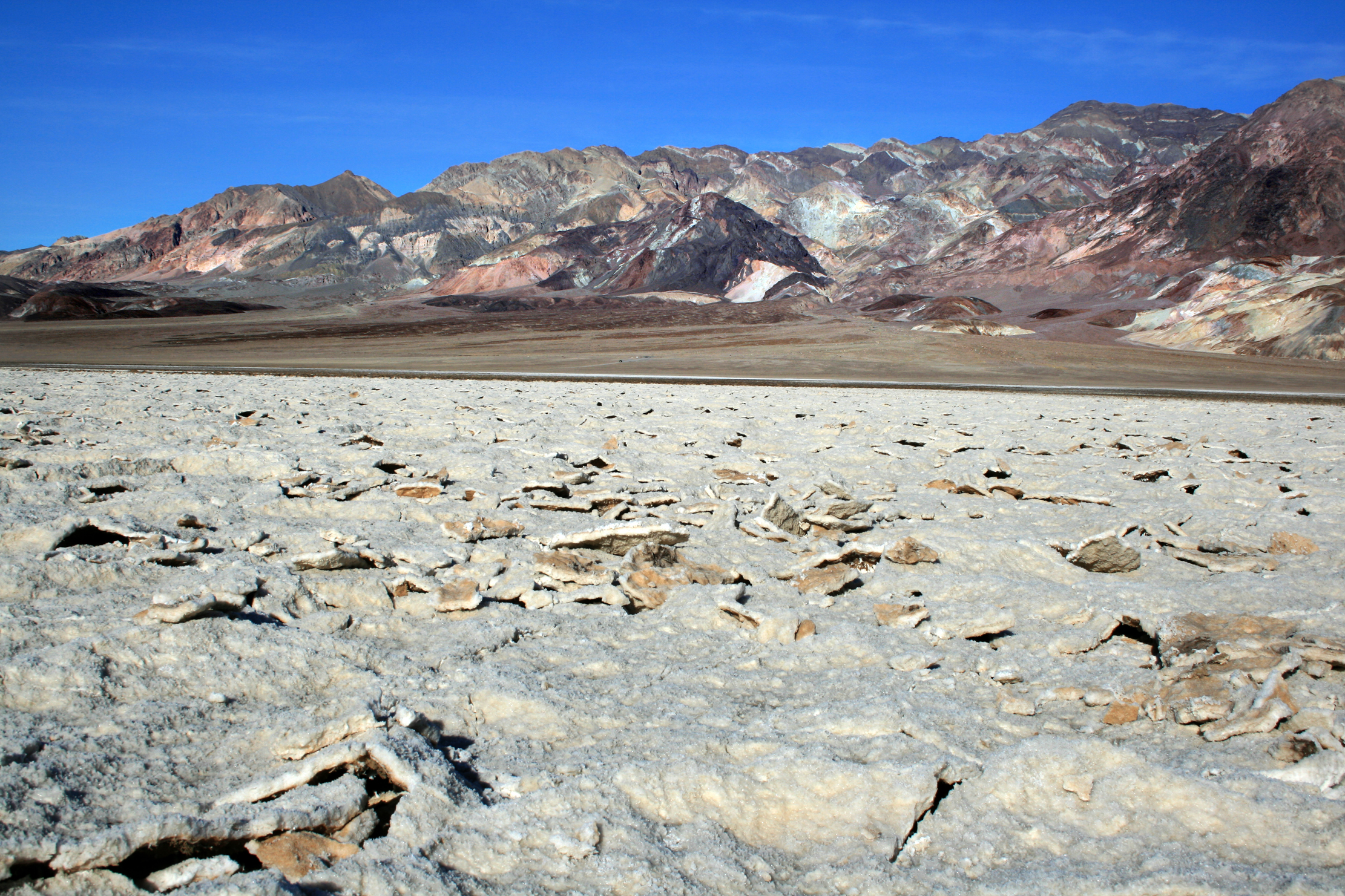
پارک ملی دث ولی در غرب ایالات متحده

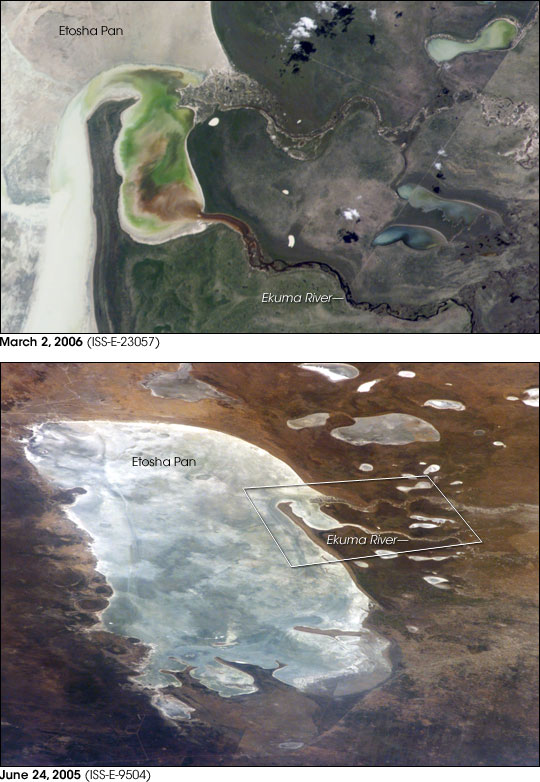
Etosha pan در شمال نامیبیا

برای فهرست کامل دق‌های ایران مقاله فهرست نمک‌زارهای ایران را ببینید. از دق‌های مهم‌تر ایران می‌توان این‌ها نام برد:
- کفه نمکی بردسکن
- دق بیارجمند
- دق پترگان
- دق سرخ:

نمکزاری است به مساحت ۳۲۵ کیلومتر مربع در شهرستان اردستان استان اصفهان. ۴۰ کیلومتر خاور شمالی اردستان و ۱۱ کیلومتر شال ایستگاه راه‌آهن شهراب. درازای دق سرخ از غرب شمالی به خاور جنوبی حدود ۴۰ کیلومتر و ارتفاع سطحی آن ۹۵۰ متر است.
- دق زرد:

نمکزار کوچکی است به مساحت حدود ۷ کیلومتر مربع در شهرستان قائن خراسان. ۸۵ کیلومتر خاور قائن و ۲۰ کیلومتر شمال غرب شاهرخت. درازای این عارضه حدود ۴ کیلومتر و ارتفاع سطح آن حدود ۸۷۰ متر است.
- دق محمدآباد:

نمکزاری است به مساحت ۱۳۵ کیلومتر مربع در شهرستان فردوس استان خراسان. ۵۰ کیلومتر جنوب خاوری سرایان و ۶۲ کیلومتر جنوب غرب قائن. درازای این نمکزار از شمال به جنوب حدود ۲۳ کیلومتر و ارتفاع سطحی آن ۱۳۰۰ متر است.
- دق بالا:

نمکزاری است به مساحت حدود ۳۶ کیلومتر مربع در شهرستان قائن خراسان. ۴۱ کیلومتر خاور قائن و ۵ کیلومتر شمال باختری اسفدان. درازای این نمکزار ۱۵ و نیم کیلومتر و ارتفاع سطح آن حدود ۱۱۵۰ متر است.
- دق تل حمید:

نمکزاری است به مساحت حدود ۹۵ کیلومتر مربع در شهرستان اردکان استان یزد. ۲۲ کیلومتر خاور رباط پشت بادام. درازای این نمکزار ۲۶ کیلومتر و بلندای سطح آن ۷۹۰ متر است.